# José Luis Palomino
José Luis Palomino (San Miguel de Tucumán, provincia de Tucumán, Argentina, 5 de enero de 1990) es un futbolista argentino que juega de defensa en Talleres de la Primera División de Argentina.

## Trayectoria

### San Lorenzo
Debutó en Primera División el 26 de septiembre de 2009 en un partido jugado entre Tigre y San Lorenzo. En aquel encuentro, San Lorenzo jugó con mayoría de suplentes por haberse decidido a utilizar los titulares para el partido entre semana por la vuelta de la Copa Sudamericana. De igual forma, el Ciclón se impuso por 3 a 2 sobre el equipo de Victoria. El equipo de San Lorenzo contaba con defensores con más experiencia para el puesto por lo que Palomino no fue tenido en cuenta en el resto de esa temporada en las alineaciones titulares, aunque conformó la lista de 18 jugadores convocados en más de una oportunidad.
El 25 de abril de 2010, volvía a ser titular. Fue por la fecha 16 del Clausura 2010, en un partido en que Boca derrotó a San Lorenzo por 2 a 0 en La Bombonera. Terminó siendo titular en los 3 partidos siguientes de ese torneo (frente a Argentinos, Lanús y Newell's) ganando algunos minutos más en la primera del Ciclón.
Si bien con la llegada de Ramón Díaz para el Apertura 2010 Palomino retornó al banco de suplentes, pudo ser titular en 3 partidos más de ese torneo. Para el Clausura 2011, la desafección de Diego Placente del plantel y una lesión en la rodilla de Aureliano Torres le permitieron al tucumano ocupar un lugar en el once titular en las primeras 3 fechas del torneo, destacándose en los partidos frente a Gimnasia LP y frente a Godoy Cruz y teniendo una mala actuación en la derrota de su equipo frente a Racing Club por 2 a 1.
El resto del torneo y el comienzo del siguiente trajeron más irregularidad en Palomino, que alternaba titularidad en Primera División y a veces relegaciones en la reserva de San Lorenzo. Finalmente, con la renuncia de Ramón Díaz y la llegada de Omar Asad al club, Palomino pudo ser titular en el clásico San Lorenzo-Huracán (ganó 3 a 0 San Lorenzo) y en el partido de cierre del torneo frente a Banfield donde marcó su primer gol en Primera División a los 44 minutos del ST capturando una pelota perdida en el área rival tras un córner (el partido finalizó 1 a 1).
En el año 2010, el Benfica de Portugal le ofreció a San Lorenzo alrededor de €1.800.000 por el 100% del pase del defensor, pero el presidente del club en ese entonces, Rafael Savino, optó por declinar la oferta confiando en que Palomino afianzaría su rendimiento en pocos años y lograría cotizarse el doble de esa cifra.
En el año 2012 jugó su último partido en la primera división, en un encuentro entre San Lorenzo y Vélez por la fecha 8 del Torneo Inicial 2012. Con la llegada de Juan Antonio Pizzi a la dirección técnica del club de Boedo, Palomino quedó muy relegado y comenzó a integrar el plantel de reserva.

### Argentinos Juniors
En julio de 2013, Palomino quedó libre de San Lorenzo, y por pedido del técnico Caruso Lombardi, fue fichado por Argentinos Juniors.

### F. C. Metz
El 16 de junio ficha por el F. C. Metz de Francia. Su debut en el Metz se produce el 9 de agosto de 2014, por la primera fecha de la Liga Francesa, en un duelo igualado en cero ante el Lille.
Palomino sería titular en gran parte de este torneo, disputando en total 20 partidos como titular e ingresando en otros 3 como suplente. A su vez, el defensor disputó tres partidos de la Copa de Francia como titular, en donde su equipo clasificó a los Octavos de final. Finalmente el equipo sería eliminado a manos de Stade Brestois, partido que no fue disputado por Palomino.
Su primer gol con el equipo galo lo marcaría en la fecha 38 de la Ligue 1 de 2015 en la derrota de su equipo por 4-1 ante el Lille.

### PFC Ludogorets Razgrad

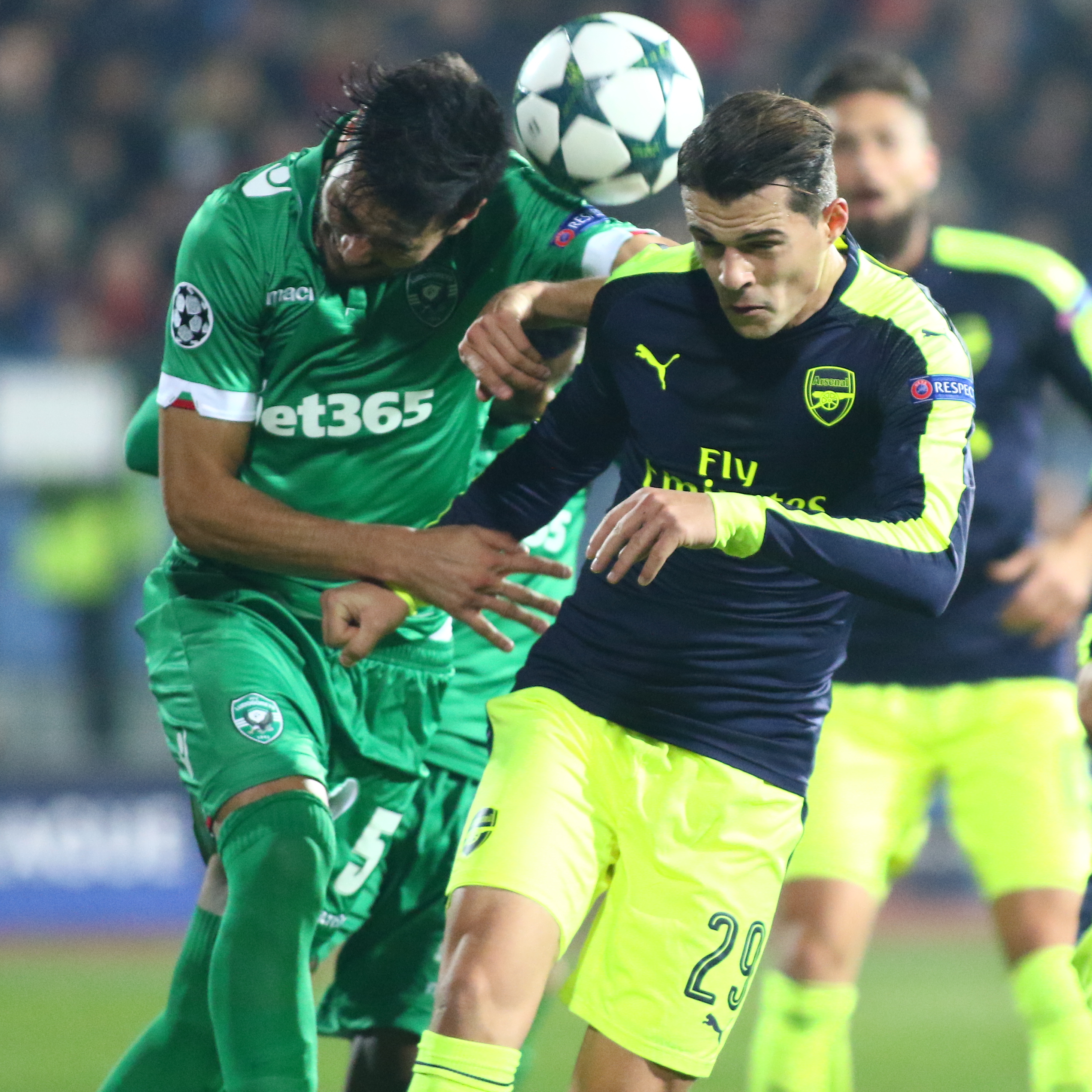
Palomino en la Champions League 2016-17 disputando un balón contra Granit Xhaka del Arsenal F. C. el 1 de noviembre de 2016.

El 30 de junio de 2016 se marcha con el pase en su poder al Ludogorets Razgrad. Debutó como titular en la goleada por 4-1 sobre el Botev Plovdiv.

### Atalanta B. C.
En julio de 2017 firma contrato con el Atalanta de la Serie A.En Italia juega más de 200 partidos hasta que es suspendido por dopaje en julio de 2022, aunque finalmente dos meses después sería declarado inocente para poder volver a jugar con el Atalanta BC.
En la Liga Europa de la UEFA que comenzó en 2023, Palomino, jugó frente al Sporting de Lisboa, partido que terminó 1:2 a favor del conjunto italiano, tras esta victoria fue baja en lo que restó del año por lesión de muslo.En mayo del 2024, el Atalanta derrotó Bayer Leverkusen y se coronó campeón del mismo torneo. El contrato de Palomino venció a finales de esa misma temporada y los clubes River Plate y Boca Juniors mostraron interés, sin embargo, ninguna de las dos solicitudes se oficializó.

## Estadísticas

### Clubes
Actualizado hasta su último partido disputado el 23 de mayo de 2025.
| Club                          | Div.          | Temporada     | Liga  | Liga  | Liga   | Copas nacionales | Copas nacionales | Copas nacionales | Torneos internacionales | Torneos internacionales | Torneos internacionales | Total | Total | Total  |
| Club                          | Div.          | Temporada     | Part. | Goles | Asist. | Part.            | Goles            | Asist.           | Part.                   | Goles                   | Asist.                  | Part. | Goles | Asist. |
| ----------------------------- | ------------- | ------------- | ----- | ----- | ------ | ---------------- | ---------------- | ---------------- | ----------------------- | ----------------------- | ----------------------- | ----- | ----- | ------ |
| C. A. San Lorenzo Argentina   | 1.ª           | 2009-10       | 5     | 0     | 0      | —                | —                | —                | —                       | —                       | —                       | 5     | 0     | 0      |
| C. A. San Lorenzo Argentina   | 1.ª           | 2010-11       | 11    | 0     | 1      | —                | —                | —                | —                       | —                       | —                       | 11    | 0     | 1      |
| C. A. San Lorenzo Argentina   | 1.ª           | 2011-12       | 27    | 0     | 0      | 2                | 0                | 0                | —                       | —                       | —                       | 29    | 0     | 0      |
| C. A. San Lorenzo Argentina   | 1.ª           | 2012-13       | 3     | 0     | 0      | —                | —                | —                | —                       | —                       | —                       | 3     | 0     | 0      |
| C. A. San Lorenzo Argentina   | Total club    | Total club    | 46    | 0     | 1      | 2                | 0                | 0                | 0                       | 0                       | 0                       | 48    | 0     | 1      |
| Argentinos Juniors Argentina  | 1.ª           | 2013-14       | 18    | 0     | 0      | —                | —                | —                | —                       | —                       | —                       | 18    | 0     | 0      |
| Argentinos Juniors Argentina  | Total club    | Total club    | 18    | 0     | 0      | 0                | 0                | 0                | 0                       | 0                       | 0                       | 18    | 0     | 0      |
| F. C. Metz Francia            | 1.ª           | 2014-15       | 24    | 1     | 0      | 4                | 1                | 0                | —                       | —                       | —                       | 28    | 2     | 0      |
| F. C. Metz Francia            | 2.ª           | 2015-16       | 27    | 2     | 0      | 4                | 0                | 0                | —                       | —                       | —                       | 31    | 2     | 0      |
| F. C. Metz Francia            | Total club    | Total club    | 51    | 3     | 0      | 8                | 1                | 0                | 0                       | 0                       | 0                       | 59    | 4     | 0      |
| P. F. C. Ludogorets Bulgaria  | 1.ª           | 2016-17       | 27    | 2     | 2      | 4                | 0                | 0                | 10                      | 0                       | 0                       | 41    | 2     | 2      |
| P. F. C. Ludogorets Bulgaria  | Total club    | Total club    | 27    | 2     | 2      | 4                | 0                | 0                | 10                      | 0                       | 0                       | 41    | 2     | 2      |
| Atalanta B. C. · Italia       | 1.ª           | 2017-18       | 26    | 1     | 0      | 2                | 0                | 0                | 7                       | 0                       | 0                       | 35    | 1     | 0      |
| Atalanta B. C. · Italia       | 1.ª           | 2018-19       | 30    | 1     | 1      | 5                | 0                | 0                | 4                       | 1                       | 0                       | 39    | 2     | 1      |
| Atalanta B. C. · Italia       | 1.ª           | 2019-20       | 30    | 2     | 1      | 1                | 0                | 0                | 7                       | 0                       | 0                       | 38    | 2     | 1      |
| Atalanta B. C. · Italia       | 1.ª           | 2020-21       | 36    | 1     | 2      | 4                | 0                | 0                | 6                       | 0                       | 0                       | 46    | 1     | 2      |
| Atalanta B. C. · Italia       | 1.ª           | 2021-22       | 34    | 1     | 0      | 2                | 0                | 0                | 9                       | 1                       | 1                       | 45    | 2     | 1      |
| Atalanta B. C. · Italia       | 1.ª           | 2022-23       | 15    | 1     | 0      | 1                | 0                | 0                | —                       | —                       | —                       | 16    | 1     | 0      |
| Atalanta B. C. · Italia       | 1.ª           | 2023-24       | 4     | 0     | 0      | 1                | 0                | 0                | 1                       | 0                       | 0                       | 6     | 0     | 0      |
| Atalanta B. C. · Italia       | Total club    | Total club    | 175   | 7     | 4      | 16               | 0                | 0                | 34                      | 2                       | 1                       | 225   | 9     | 5      |
| Cagliari Calcio · Italia      | 1.ª           | 2024-25       | 18    | 1     | 0      | 2                | 0                | 0                | —                       | —                       | —                       | 20    | 1     | 0      |
| Cagliari Calcio · Italia      | Total club    | Total club    | 18    | 1     | 0      | 2                | 0                | 0                | 0                       | 0                       | 0                       | 20    | 1     | 0      |
| Talleres de córdoba Argentina | 1.ª           | 2025          | 0     | 0     | 0      | —                | —                | —                | —                       | —                       | —                       | 0     | 0     | 0      |
| Talleres de córdoba Argentina | Total club    | Total club    | 0     | 0     | 0      | 0                | 0                | 0                | 0                       | 0                       | 0                       | 0     | 0     | 0      |
| Total carrera                 | Total carrera | Total carrera | 335   | 13    | 7      | 32               | 1                | 0                | 44                      | 2                       | 1                       | 411   | 16    | 8      |
| 1. 2. 3.                      |               |               |       |       |        |                  |                  |                  |                         |                         |                         |       |       |        |

## Palmarés

### Títulos nacionales
| Título           | Club                | País     | Año     |
| ---------------- | ------------------- | -------- | ------- |
| Liga de Bulgaria | P. F. C. Ludogorets | Bulgaria | 2016-17 |

### Títulos internacionales
| Título                 | Club           | Sede   | Año     |
| ---------------------- | -------------- | ------ | ------- |
| Liga Europa de la UEFA | Atalanta B. C. | Dublín | 2023-24 |